# Billy Lau
Billy Lau, de son vrai nom Lau Nam-kwong (樓南光, né le 3 juillet 1954), est un acteur, réalisateur et écrivain canadien d’origine hongkongaise.
Il est très connu pour son rôle de capitaine de police dans Mr. Vampire (1985) et a tenu des rôles similaires par la suite. Il est apparu dans de nombreux films d'horreur et comédies.

## Biographie
Lau était opticien avant de devenir acteur et a même eu pour cliente la femme de Bey Logan.
Après la fermeture de la radio Digital Broadcasting Corporation (en) le 10 octobre 2012, Lau, des activistes et des animateurs de la radio ont organisé un sit-in de trois jours devant le siège du gouvernement pour appeler à la liberté d'expression. Lau entame même une grève de la faim de plus de 130 heures avant d'être finalement envoyé à l'hôpital. Une nouvelle station de radio, D100 Radio (en), est ensuite fondée sur internet.

## Filmographie

### Télévision
| Année     | Titre                         | Titre chinois | Rôle                  |
| --------- | ----------------------------- | ------------- | --------------------- |
| 1993      | The Vampire Returns           | TVB           | Qu Yan                |
| 1994      | Shade of Darkness             | TVB           |                       |
| 1995      | Detective Investigation Files | TVB           | Ding Sau-lai          |
| 1995–1996 | A Kindred Spirit              | TVB           | Leung Yun-choi        |
| 1997      | Chinese Folklore              | TVB           |                       |
| 2001      | Thank You Grandpa             | ATV           | Tong Xueli            |
| 2002      | Responsive                    | ATV           | Tong Xueli            |
| 2002      | Project Ji Xiang              | ATV           | Ke Deli               |
| 2003      | Light of Million Hopes        | ATV           | Wu Guanghong          |
| 2004      | Mama, I Love You              | ATV           | Cheng Long            |
| 2004      | Cross Border Daddy            | ATV           | Zengjing Ci           |
| 2005      | Go! Go! Daddy                 | ATV           | Zengjing Ci           |
| 2005      | Danger Counter                | ATV           | Huang Qiang           |
| 2005      | Hi there this logic           | ATV           | Teng Takumi           |
| 2005–2006 | 一雙筷子走天涯                | ATV           |                       |
| 2006      | Spitfire                      | ATV           |                       |
| 2006      | Hong Kong Criminal Files      | ATV           | Un parent de Tadakuni |
| 2007      | Hong Kong Ghostbusters        | ATV           | Liu Ye                |
| 2008      | Today in Court                | ATV           | Personnage non nommé  |
| 2009      | Hong Kong Gossip'             | ATV           | Leung Suk             |
| 2009      | Rooms to Let                  | RTHK          |                       |
| 2010      | F.S.D                         | RTHK          | Xiongge               |

### Cinéma
| Année | Titre                                      | Titre chinois                         | Rôle                                         |
| ----- | ------------------------------------------ | ------------------------------------- | -------------------------------------------- |
| 1982  | He Lives by Night                          | 夜驚魂                                | Caissier du supermarché                      |
| 1982  | It Takes Two                               | 難兄難弟                              | Un homme de main de Bing                     |
| 1983  | Mad Mission 2                              | 難兄難弟                              | Un homme de main de Bull                     |
| 1983  | Esprit d'amour                             | 陰陽錯                                | Un collègue de Ming                          |
| 1983  | Men from the Gutter                        | 暗渠                                  | Sans cervelle                                |
| 1984  | Men from the Gutter                        | 暗渠                                  | Sans cervelle                                |
| 1984  | Heaven Can Help                            | 上天救命                              | Un journaliste                               |
| 1984  | Double Trouble                             | 大小不良                              | Le vicieux au distributeur                   |
| 1984  | Banana Cop                                 | 英倫琵琶                              | Un policier                                  |
| 1984  | Hong Kong 1941                             | 等待黎明                              | Un contremaître                              |
| 1984  | The Ghost Informer                         | 鬼線人                                | Un serveur en discothèque                    |
| 1985  | Yes, Madam                                 | 皇家師姐                              | L'inspecteur dans le parking (caméo)         |
| 1985  | Mr. Vampire                                | 殭屍先生                              | Le capitaine de police Wai                   |
| 1985  | Those Merry Souls                          | 時來運轉                              | Le docteur                                   |
| 1985  | Le Flic de Hong Kong                       | 福星高照                              | Le malade mental sur le banc                 |
| 1985  | Cop Busters                                | 拖錯車                                |                                              |
| 1985  | Affectionately Yours                       | 花仔多情                              | Le pote de Ruddy                             |
| 1985  | Le Flic de Hong Kong 2                     | 夏日福星                              | Le réalisateur                               |
| 1985  | The Intellectual Trio                      | 龍鳳智多星                            | Simon Tang                                   |
| 1985  | Chase a Fortune                            | 吉人天相                              | Billy                                        |
| 1985  | City Hero                                  | 飛虎奇兵                              | Le vieux célibataire                         |
| 1985  | Friendly Ghost                             | 老友鬼鬼                              | (caméo)                                      |
| 1986  | My Heavenly Lover                          | 我的愛神                              | Billy Tam                                    |
| 1986  | Lucky Stars Go Places                      | 最佳福星                              | Libbogen                                     |
| 1986  | Shanghaï Express                           | 富貴列車                              | Le capitaine du train                        |
| 1986  | United We Stand                            | 飛躍羚羊                              | Billy                                        |
| 1986  | Le Retour de Mr. Vampire                   | 殭屍家族                              | Poulet                                       |
| 1986  | Naughty Boys                               | 扭計雜牌軍                            | Ah Fu (inspecteur)                           |
| 1986  | Sweet Sixteen                              | 甜蜜十六歲                            | Le professeur Lau                            |
| 1986  | My Family                                  | 八喜臨門                              | Mr Lau                                       |
| 1986  | The Strange Bedfellow                      | 兩公婆八條心                          | Le sergent Sing                              |
| 1987  | Mr. Vampire 3                              | 靈幻先生                              |                                              |
| 1987  | Eastern Condors                            | 東方禿鷹                              | Ching Dai-hao                                |
| 1987  | The Haunted Cop Shop                       | 猛鬼差館                              | Ming le sournois                             |
| 1987  | The Final Test                             | 最後一戰                              | Nez sale                                     |
| 1987  | You're My Destiny                          | 用愛捉伊人                            | Un agent de la circulation (caméo)           |
| 1988  | Police Story 2                             | 警察故事續集                          | Le chauffeur de camion                       |
| 1988  | No Compromise                              | 赤膽情                                | Mr Chan                                      |
| 1988  | The Beloved Son of God                     | 肥貓流浪記                            | Le patient psychiatrique jouant le directeur |
| 1988  | Carry On Hotel                             | 金裝大酒店                            |                                              |
| 1988  | My Dream Is Yours                          | 夢過界                                | Le policier fumeur et barbu                  |
| 1988  | The Inspector Wears Skirts                 | 霸王花                                | Nam                                          |
| 1988  | Bet on Fire                                | 火舞風雲                              | Le patron du club (caméo)                    |
| 1988  | Operation Pink Squad                       | 霸王女福星                            | Gros nez                                     |
| 1988  | Miss Magic                                 | 靈幻小姐                              | Billy Tung                                   |
| 1988  | Spooky, Spooky                             | 鬼猛腳                                | Quatre yeux                                  |
| 1988  | Into the Night                             | 驚魂今晚夜                            | Un cambrioleur                               |
| 1988  | The Haunted Cop Shop 2                     | 猛鬼學堂                              | Os paresseux                                 |
| 1989  | Funny Ghost                                | 猛鬼撞鬼                              | Le tueur Ho                                  |
| 1989  | The Inspector Wears Skirts 2               | 神勇飛虎霸王花                        | Nam                                          |
| 1989  | Unfaithfully Yours                         | 花心三劍俠                            | China Gun                                    |
| 1989  | Mr. Canton and Lady Rose                   | 奇蹟                                  | Ah Tung                                      |
| 1989  | Vampire vs Vampire                         | 一眉道人                              | Le capitaine                                 |
| 1989  | Pedicab Driver                             | 群龍戲鳳                              | Coolie (caméo)                               |
| 1989  | Mr. Smart                                  | 瀟酒先生                              | Kuang                                        |
| 1989  | Operation Pink Squad 2                     | 猛鬼大廈                              | Le policier marié jaloux                     |
| 1989  | Little Cop                                 | 小小小警察                            | Le vice-brigadier                            |
| 1990  | A Tale from the East                       | 漫畫奇俠                              | Chu Tat-lit                                  |
| 1990  | The Fortune Code                           | 富貴兵團                              | Donald Duck                                  |
| 1990  | Raid on Royal Casino Marine                | 霸王花之皇家賭船                      | Nam                                          |
| 1990  | The Nocturnal Demon                        | 夜魔先生                              | Maître serpent                               |
| 1990  | Here Comes a Vampire                       | 猛鬼霸王花                            | Yung                                         |
| 1990  | The Spooky Family                          | 捉鬼合家歡                            |                                              |
| 1990  | Vampire Settle on Police Camp              | 一眉道姑                              |                                              |
| 1991  | Slickers Vs Killers                        | 黐線枕邊人                            | L'homme au supermarché                       |
| 1991  | The Banquet                                | 豪門夜宴                              |                                              |
| 1991  | Vampire Kids                               | 殭屍福星仔                            | Le gros                                      |
| 1991  | Devil's Vendetta                           | 妖魔道                                | Tan Tin-kong                                 |
| 1991  | Sisters of the World Unite                 | 莎莎嘉嘉站起來                        |                                              |
| 1992  | Lethal Contact                             | 龍貓燒鬚                              | L'ours polaire                               |
| 1992  | Ghost in Me                                | 老友鬼上身                            | Xiao Lin                                     |
| 1992  | Mr. Vampire 1992                           | 新殭屍先生                            | Le général                                   |
| 1992  | Mad Mad Ghost                              | 鬼打鬼之黃金道士                      | Le propriétaire de la terre                  |
| 1992  | A Kid from Tibet                           | 西藏小子                              | Un gardien de prison                         |
| 1992  | Skin Striperess                            | 甩皮鬼                                | Mr Lau                                       |
| 1992  | Inspector Wears Skirts 4                   | 92霸王花與霸王花                      | Lou Nan-pin                                  |
| 1993  | Fatal Seduction                            | 艷降                                  |                                              |
| 1993  | Blade of Fury                              | 一刀傾城                              | L'assistant réalisateur                      |
| 1994  | Don't Shoot Me, I'm Just a Violinist!      | 山雞變鳳凰                            | Le premier cambrioleur                       |
| 1994  | The Gods Must Be Funny in China            | 非洲超人                              | Le présentateur                              |
| 1995  | Don't Give a Damn                          | 冇面俾                                | Un policier qui s'évanouit (non crédité)     |
| 1995  | Only Fools Fall in Love                    | 呆佬拜壽                              | Sha Sam                                      |
| 1999  | Tender Heart                               | 愛滋初體驗                            |                                              |
| 2000  | Guys and a Cop                             | 賤男特警                              | Dick-cock                                    |
| 2000  | Humuhumunukupua                            | 賤男人週記                            | Nonsee                                       |
| 2000  | The Temptation of Office Ladies            | OL誘惑之各自各精彩                    | Johnny Koo                                   |
| 2000  | Guys and a Cop                             | 賤男特警                              | L'écrivain                                   |
| 2002  | Sex and Zen 3                              | 偷情寶鑑Vol.3：性愛三十六房/ 荒淫無度 |                                              |
| 2002  | Sex and Zen 4                              | 偷情寶鑑Vol.4：十二性夜/ 閨房秘技     |                                              |
| 2002  | Sex and Zen as The Prostitute in Jiang Nan | 偷情寶鑑–江南第一名妓                 | Johnny Koo                                   |
| 2007  | Kung Fu Mahjong 3 – The Final Duel         | 雀聖3自摸三百番                       | Le tricheur de mah-jong                      |
| 2007  | The Pye-Dog                                | 野·良犬                               | Mr Leung                                     |
| 2011  | Une vie simple                             | 桃姐                                  | Un gangster                                  |
| 2013  | Rigor Mortis                               | 殭屍                                  |                                              |
| 2017  | Dealer/Healer                              | 毒。誡                                |                                              |